# Flexeiras
Flexeiras là một đô thị thuộc bang Alagoas, Brasil. Đô thị này có diện tích 315,79 km², dân số năm 2007 là 11720 người, mật độ 37,11 người/km².